# 嘉南大圳

烏山頭水庫與嘉南大圳的主要灌溉水道地圖。

嘉南大圳（臺語：Ka-lâm Tuā-tsùn），原稱官佃溪埤圳，為台灣在1920年代最重要水利工程之一，由台灣總督府工程師八田與一設計。1917年（大正6年）八田技師向總督府提出「官佃溪埤圳計畫」，大圳興工於1920年（大正9年）9月，以灌溉區域涵蓋當時嘉義廳、臺南廳得名（今雲林、嘉義、臺南、高雄等縣市），首先先建造烏山頭水庫，之後開鑿水路溝通曾文溪和濁水溪兩大河流系統。1930年5月竣工，耗費5,414萬日圓，嘉南平原水田亦大幅增加30倍，而4年後稻獲量亦增加為4倍。

## 歷史
1901年，台灣總督府頒佈「臺灣公共埤圳規則」，將現存各埤圳確立法令規約，排除以往埤圳屬於私有產業的認定，使得嘉南平原地區原各自獨立的埤圳系統，整合為較完整的系統，舉凡一切水租徵收、水利紛爭、區域認定皆由行政官廳負責，代表水權公共化及總督府開始積極介入水利事業。但由於多數地區仍是水利未修，人民無力負擔，為了積極改善農業環境，台灣總督府於1908年訂定「官設埤圳規則」，並提出特別事業費總預算3千萬圓，在全島四個地區訂定埤圳改修及擴張計畫。為了米、糖的增產，水利事業與灌排事業成為重要事項，而嘉南平原雖擁有平坦的地形及溫暖的氣候，卻因為水利灌溉條件不佳，故成為總督府興建大規模水利工程的地區。根據1920年的調查，嘉南平原的旱田面積與比例占總耕地面積的三分之二左右，水田面積遠比其他地區的水田面積比例低，其中縱貫鐵路以西各郡水田化比例甚少，因此農業生產實際效益低。
桃園大圳開工後，台灣總督府土木局技師八田與一負責調查嘉南平原水利資源狀況，發現官田溪流域上游有建造大型貯水池的可能，因此計劃對其區域建造排水設施，稱為「官佃溪埤圳計畫」，1919年成立「公共埤圳官佃溪埤圳組合」，1920年新設埤圳計畫獲總督府認可，依臺灣公共埤圳規則正式公告。依照計畫，取用的水源有兩處，一處是濁水溪，另一處則是官田溪蓄水庫。由於濁水溪含砂量高，為減少淤積，八田與一將進水口設施林內第一、第二及中圍子三個地點，然後將分散的三條水流在半途匯集後引導於濁幹線，同時在林內第一引水路半途設施發電所（即濁水水力發電所），將電源輸送至烏山頭的水壩工地。另一水源為烏山頭水庫，由於官田溪集水面積僅50平方公里，為了供應嘉南大圳灌溉用水，因此利用曾文溪，透過引水隧道貫通用水。水庫主壩則採用「半水力填築式工法」。1922年6月烏山嶺隧道工程開工，同年12月16日隧道挖到天然氣導致爆炸，50~80名台日員工死亡，導致工程暫停，1923年春才繼續施工。1928年，灌溉排水渠導完工，工程項目包括水汴、水門、渡槽、跌水工、明渠、暗渠、防潮自動排水門等，並設有通訊線網；1930年烏山頭水壩堰堤工程完工，工程前後歷經10年。為當時面臨1930年經濟大恐慌，日本亦發生昭和金融恐慌米價下跌，日本農林省於1932年有意限制台灣米、朝鮮米輸入藉以保護日本本土農業，致島內引發「台灣米移入限制反對運動」。之後又通過《米穀配給統制法》，使得台灣農民抗爭至戰後。
嘉南大圳完工通水後，耕地形態產生變化，水田面積增加，旱田減少，土壤質地改善，解決乾旱及鹽害問題，農作物生產結構隨之改變，使嘉南平原成為稻米產地，可種植蓬萊米，並有利於甘蔗種植，改良成功後即實施三年輪作制，土地生產力增加，作物收穫量提高，土地買賣價格及租佃價格亦同時提升，國家財政收入土地稅收也明顯增加。

## 主要設施

### 烏山頭水庫
烏山頭水庫位於曾文溪支流官田溪上游，集水區有58平方公里，水庫容積約1.5億立方公尺，水深可達32公尺。壩體最大高度為56公尺，壩頂標高為66.66公尺，滿水位標高58.18公尺，壩頂長1,273公尺，壩頂寬9公尺，壩底寬約303公尺。此水庫利用利用臺南州台南廳官田鄉、六甲鄉、大內鄉、東山鄉（現臺南市官田區、六甲區、大內區、東山區）間的低窪谷地為集水區，水源取自曾文溪上游大埔溪，為一個離槽水庫，進水隧道穿越烏山嶺至官田溪上游，長三千多公尺。

### 濁水溪進水口
除了烏山頭水庫，嘉南大圳也於濁水溪設立四處進水口，分別為林內第一進水口、林內第二進水口、中國子第三進水口以及曾文溪取水口。

### 灌溉渠道
嘉南大圳的灌溉渠道，依其性質分為幹線、支線和分線三種，總長度約1,410公里。其中幹線總長度含導水路約100公里，寬約2.4至18.2公尺，水深約1.2至3.6公尺；支線主要有北港支線等52條，總長度約428公里，分線則是從支線分出來的較小渠道，分佈於整個灌溉區域，總計146條，長度約729公里，此外尚有水利實行組合開設的小給水路約7,400公里。

#### 濁幹線
來自濁水溪水的灌溉線路為濁幹線，自林內第一進水口沿舊虎尾溪左岸南行至北港溪與北幹線相連，長度總計40.3公里，沿線有結構物94處，支線16條，分線34條，灌溉北港溪以北46,000甲土地，並另有虹吸工暗渠和烏山頭北幹線相通。

#### 南幹線與北幹線
水源自烏山頭水庫流出後，分為北幹線與南幹線。北幹線自烏山頭北行，跨急水溪、八掌溪、朴子溪到北港溪南岸，灌溉北港溪以南至烏山頭貯水庫間的56,000甲土地，長度總計47.5公里，構造物171處，支線22條，分線31條；南幹線自烏山頭南行，向南跨越官田溪、曾文溪至茄拔附近，至台南市善化區連接南幹支線，灌溉烏山頭以南約42,000甲土地，長10公里，結構物38處，支線6條，分線22條。

### 排水路、防潮與防水設備
排水路46條，大排水路長約960公里，小排水路長約6,000公里，防水堤防228公里，防潮堤104公里。

### 橋梁
嘉南大圳官田溪渡槽橋、嘉南大圳渡仔頭溪渡槽橋
建於1922年，橋上原建有鐵道，提供建築烏山頭水庫大壩的砂石運送道。1934年後拆除鐵道，改鋪設鋼筋混凝土橋面，兼具交通道路與輸水管路的複合功能。
嘉南大圳曾文溪渡槽橋
建於1929年，後曾為道路，兼具交通道路與輸水管路的複合功能。

### 工事鐵道

#### 路線
- 番子田線（大門－烏山頭，7.2公里，1920年前後至1960年代，營運末期由新營糖廠管理）
- 曾文溪線（官田－曾文溪，10.2哩，1923年前後至1930年代）
- 新莊線（林內－新莊子，2.4哩，1920年前後至1923年）
- 三塊厝線（官田─三塊厝，2哩，1924年至1930年代）
- 龜重溪線（山子腳─龜重溪，0.9哩，1925年至1930年代）
- 八掌溪線（外溪州─外溪州，0.8哩，1926年至1930年代）
- 急水溪線（烏樹林─下秀店，0.9哩，1927年至1930年代）
- 鹿草聯絡線（施厝寮─東勢厝，1.2哩，1927年至1930年代）
- 山上線（山上─山上，0.4哩，1927年至1930年代）
- 麻豆線（0.7哩，1928年至1930年代）[7]
- 二重溪線
- 大內庄連絡線
- 王萊宅線（臺南製糖會社玉井工場所屬路線）[8]

#### 軌距
- 番子田線：1067mm及762mm共軌
- 曾文溪線與二重溪線：1067mm
- 其餘：762mm

#### 用途
灌溉、運送機具、材料及人員等。

## 照片

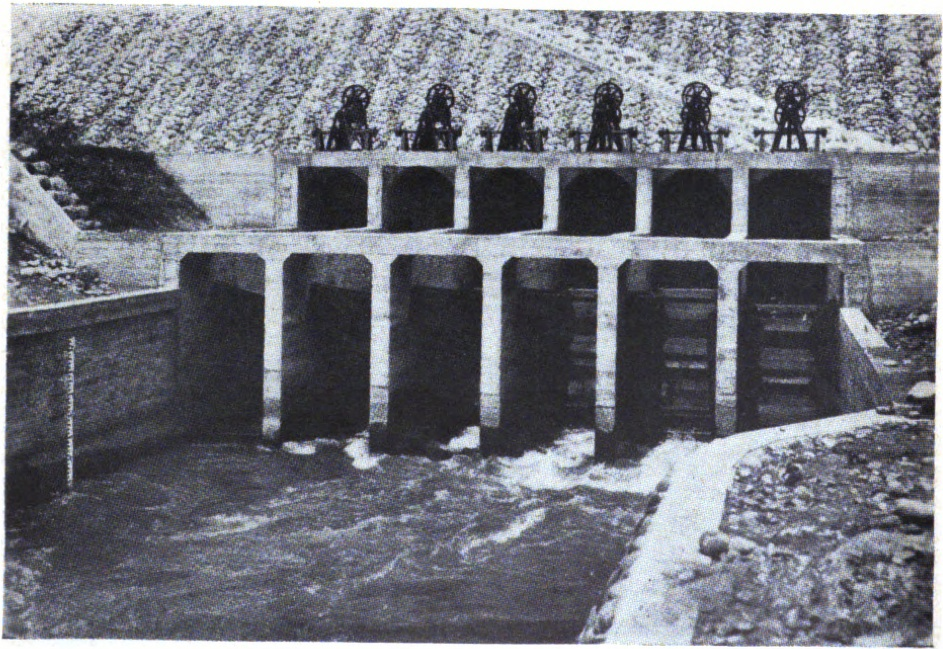
日治時期嘉南大圳林內制水門
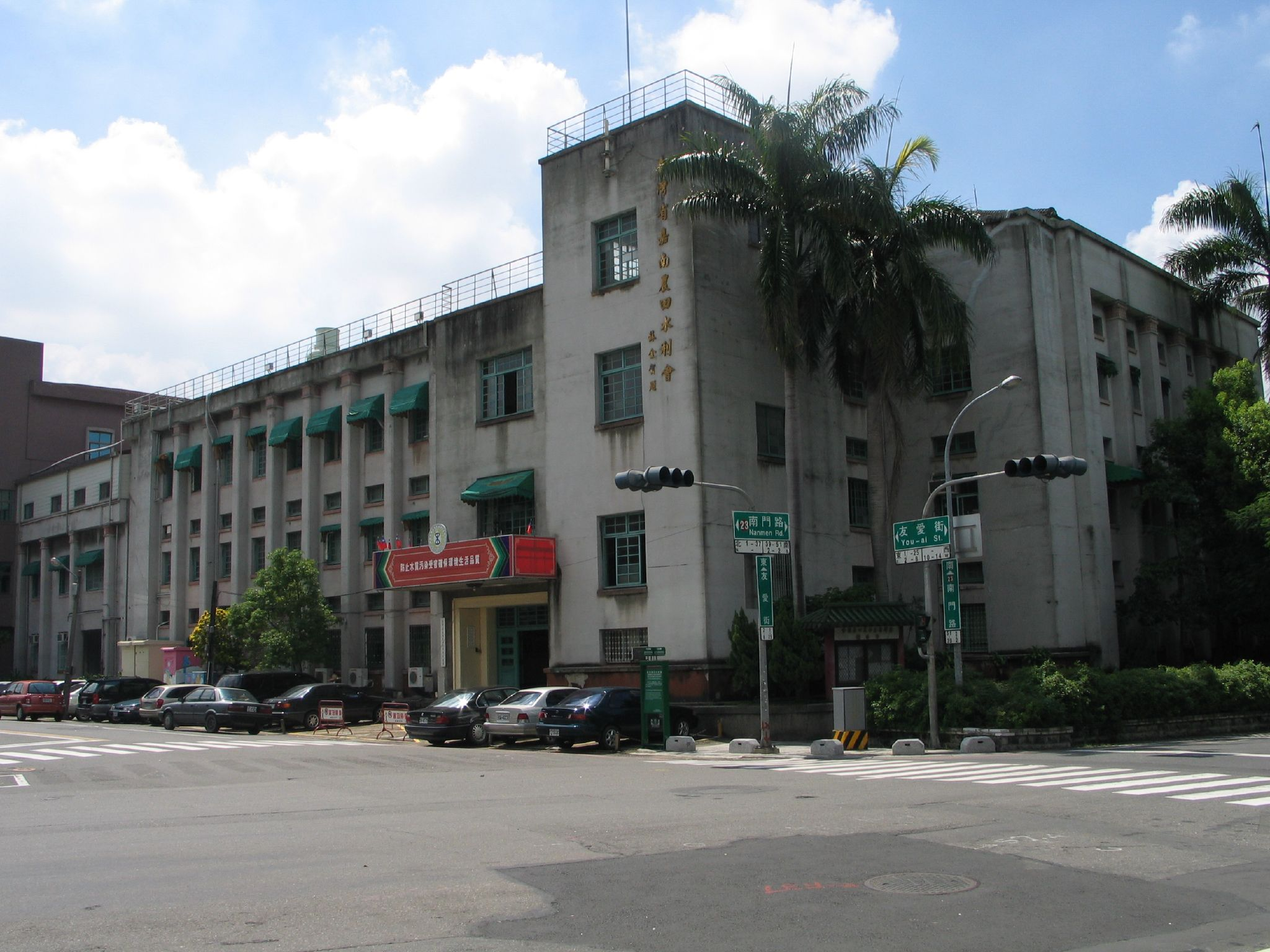
嘉南農田水利會（原嘉南大圳組合事務所）
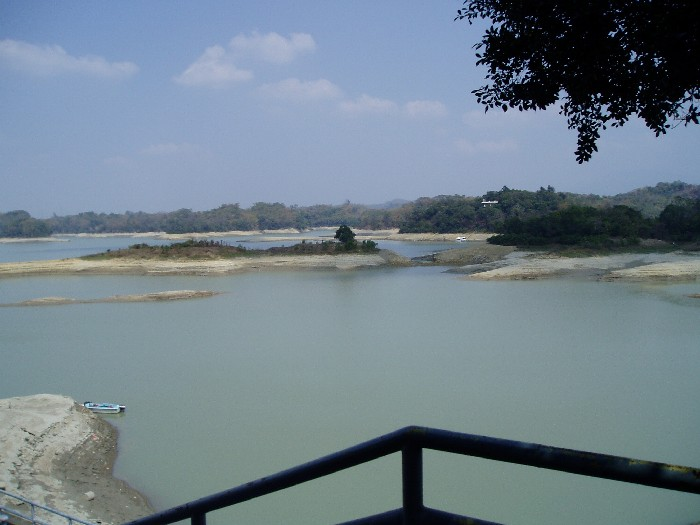
烏山頭水庫

## 對「嘉南大圳」的研究
文學、文化、歷史學科對「嘉南大圳」的學術研究
- 截至2014年9月6日為止，已知的有：
  - 柳書琴與陳淑容著，〈宣傳與抵抗：嘉南大圳事業論述的文本縫隙〉，政大台文所發行的《臺灣文學學報》(2013年12月出版，第23期)，頁175~206。[10]

陳鴻圖 嘉南大圳研究（1901-1993）―水利、組織與環境的互動歷程  國立政治大學歷史學系博士論文 民89
陳鴻圖 水利開發與清代嘉南平原的發展 國立政治大學歷史學系碩士論文 民82
張耀元 新港人文景觀之歷史地理研究 國立台灣師範大學地理研究所碩士論文 民88 頁104-133

## 連結
- 「由小因而得大果報」八田與一和先民建造_烏山頭水庫和嘉南大圳 | PeoPo 公民新聞（页面存档备份，存于）

### 延伸閱讀
- 芻議嘉南大圳輸水渡槽橋與日本工業發展.陳志昌（页面存档备份，存于）